# Le Manuel d'un jeune empoisonneur
Pour plus de détails, voir Fiche technique et Distribution.
Le Manuel d'un jeune empoisonneur (The Young Poisoner's Handbook) est un film britannico-franco-allemand réalisé par Benjamin Ross, sorti en 1995.

## Synopsis
Graham Young est un jeune chimiste fasciné par tout ce qui touche la mort, qui rêve d’empoisonner autant de personnes qu’il le peut. À l’adolescence, il empoisonne un camarade de classe, le rendant malade plutôt que de le tuer, afin de sortir avec une fille que son camarade de classe fréquentait. Plus tard, il apprend qu'au cours de la guerre, la résistance néerlandaise a tué tout un camp de soldats allemands en empoisonnant leur approvisionnement en eau avec du thallium.
Graham est finalement arrêté à 14 ans devant son domicile à Neasden après avoir empoisonné son père et sa belle-mère avec du thallium, tuant sa belle-mère et laissant son père gravement malade. Au cours de la lutte avec la police, il laisse tomber une dose de thallium, qu’il avait l’intention d’utiliser pour se suicider s’il était pris. Il est ensuite hospitalisé pendant neuf ans dans une institution pour aliénés criminels, période pendant laquelle un psychiatre travaille avec lui dans l’espoir de le réhabiliter.
La malhonnêteté de Graham devient évidente pour le médecin, qui peut voir que son patient essaie de le tromper. Graham lui partage ainsi les rêves d'un codétenu plutôt que les siens propres. Malgré les preuves initiales de la tromperie de Graham, le médecin finit par le faire libérer.
Graham va ensuite travailler dans une usine d’appareils photo, qui utilise comme ingrédient secret dans le système d’obturation le thallium. Il ne faut pas longtemps avant que Graham recommence à empoisonner les gens, tuant deux de ses collègues en versant le thallium dans leur thé avec du thallium et en rendant beaucoup d’autres malades. Pendant des mois, la source du mal qui afflige les ouvriers de l’usine reste un mystère jusqu’à ce qu’un événement imprévu permette à Graham d’être découvert. Par mesure d’hygiène, toutes les tasses à thé personnalisées sont remplacées par des tasses uniformes, laissant Graham incapable d’empoisonner les gens de manière sélective. Ses efforts pour mémoriser quelle tasse va à quelle personne le trahissent et ses collègues réalisent enfin ce qui se passe.
Graham est arrêté peu de temps après et il est plus tard condamné à une longue peine de prison, cette fois dans une prison ordinaire. Il réussit finalement à se suicide en s’empoisonnant dans un hôpital psychiatrique.

## Fiche technique
- Titre original : The Young Poisoner's Handbook
- Titre français : Le Manuel d'un jeune empoisonneur
- Réalisation : Benjamin Ross
- Scénario : Benjamin Ross et Jeff Rawle
- Photographie : Hubert Taczanowski
- Pays d'origine :  Royaume-Uni -  Allemagne -  France
- Genre : drame
- Date de sortie : 1995

## Distribution
- Tobias Arnold : le jeune Graham
- Ruth Sheen : Molly
- Roger Lloyd-Pack : Fred
- Hugh O'Conor : Graham Young
- Norman Caro : Mr Goez
- Dorothea Alexander : Mme Goez
- Charlotte Coleman : Winnie
- Charlie Creed-Miles : Berridge
- Hazel Douglas : Edna
- Simon Kunz : John